# 顏寶
顏寶，字太和，福建龍溪人。明朝政治人物、進士。
永樂四年（1406年），顏寶中式三甲第十四名進士，授戶科給事中。任四會知縣。，任上公正溫厚，后升任刑部郎中。